# Antigua y Barbuda en los Juegos Olímpicos de Barcelona 1992
Antigua y Barbuda estuvo representada en los Juegos Olímpicos de  Barcelona 1992 por un total de 13 deportistas, 9 hombres y 4 mujeres, que compitieron en 3 deportes.
El equipo olímpico antiguano no obtuvo ninguna medalla en estos Juegos.